# Дехтиці
Дехтиці (словац. Dechtice) — село, громада округу Трнава, Трнавський край. Кадастрова площа громади — 19.46 км².
Населення 1811 осіб (станом на 31 грудня 2020 року).

## Історія
Дехтиці згадується 1258 року.

## Населення
| Рік:            | 1994. | 2004.   | 2014.   | 2024.   |
| --------------- | ----- | ------- | ------- | ------- |
| Кількість осіб: | 1760  | 1796    | 1868    | 1721    |
| Різниця:        |       | +2,04 % | +4,00 % | -7,86 % |

| Рік:            | 2023. | 2024.   |
| --------------- | ----- | ------- |
| Кількість осіб: | 1748  | 1721    |
| Різниця:        |       | -1,54 % |